# John DeWitt
John Riegel DeWitt (født 29. oktober 1881, død 28. juli 1930) var en amerikansk atlet, som deltog i OL 1904 i St. Louis. Han spillede desuden amerikansk fodbold.

## Idrætskarriere
DeWitt spillede amerikansk fodbold, mens han studerede på Princeton University, og han var en allround-spiller, der kunne indtage flere positioner. I sit sidste år på Princeton var han anfører for holdet.
Han dyrkede desuden atletik på universitetet og specialiserede sig i hammerkast. Her vandt han det amerikanske college-mesterskab fire år i træk og satte en mesterskabsrekord i 1902 på 50,24 m, hvilket først blev forbedret i 1915. Samme år satte han sin personlige rekord med 51,38 m.
Han deltog i OL 1904 i St. Louis i fire discipliner, heraf tre uofficielle. I den uofficielle konkurrence i kuglestød med blot fire amerikanske deltagere vandt han med et stød på 13,21 m, mens han i den uofficielle diskoskastkonkurrence blev nummer fire og i den tilsvarende i 
hammerkast vandt han. I den officielle konkurrence i hammerkast deltog også udelukkende amerikanere, og her vandt John Flanagan med 51,23 m, mens DeWitt blev nummer to med 50,26 m og Ralph Rose nummer tre med 45,73 m.